# Четвертий буддійський собор
Четвертий буддійський собор — назва для двох різних подій, що відбулись у Шрі-Ланці й Кашмірі.
- Собор на Шрі-Ланці, що проходив у рамках школи Тхеравада у I столітті до н. е. та спирався на палійський канон.
- Собор у Кашмірі, який відбувався у рамках школи Сарвастівада у I столітті нашої ери.

Тими соборами завершилась традиція буддійських соборів у ранньому буддизмі, й лише у XIX столітті у Мандалаї провели П'ятий буддійський собор.

## Традиція тхеравади: Собор Тамбапанни
Буддійський собор у Тамбапанні, проведений під опікою царя Ваттагамані, відіграв надзвичайно важливу роль в збереженні та фіксації священних текстів буддизму. Ця історична подія розгорнулася на фоні важкого неврожаю, який загрожував голодною смертю численним ченцям. Запитанням стало, як зберегти багатство буддійських текстів перед відходом ченців у вічність, адже багато з них передавалися усно і пам'яттю.
Собор тривав цілі три роки та відбувався у печері Алока-лена поблизу сучасного міста Матале. Одним з основних завдань собору було розв'язання проблеми фіксації канонічних текстів. Іноді це ставало надто складно завдяки їхній величезній кількості, тож ченці, очолювані Магараккхіто, взялися записувати їх на пальмовому листі. Цей акт збереження сприяв тому, що буддійські тексти могли бути передані іншим країнам, таким як М'янма, Таїланд, Камбоджа та Лаос.
Оригінальний текст Трипітаки був принесений до Шрі-Ланки ченцем Махіндою після Третього буддійського собору, відзначеної як важлива подія у розповсюдженні буддизму.

## Традиція Махаяни: Кашмірська рада
Ще один Четвертий буддійський собор відбувся за традицією Сарвастівади в імперії Кушан, і, як кажуть, був скликаний кушанським імператором Канішкою I (бл. 158-176) у 78 р. н. е. у віхарі Кундалвана (Кундалбан) в Кашмірі. Альтернативна теорія вважає, що вігара знаходилася в монастирі Кувана в Джаландхарі, хоча це малоймовірно.
Четвертий Кашмірський собор не визнається авторитетним для тхеравадинів. Звіти про цей собор можна знайти в писаннях, які збереглися в махаянській традиції. Кажуть, що імператор Канішка зібрав у Кашмірі п'ятсот бхіккху на чолі з Васумітрою, щоб систематизувати канон Сарвастівадіна, який був перекладений з більш ранніх пракритських народних мов (таких як гандхарі) на санскрит. Кажуть, що під час собору було укладено триста тисяч віршів і понад дев'ять мільйонів висловлювань, і цей процес зайняв дванадцять років. Джерела Сарвастівади також стверджують, що енциклопедична «Абхідхарма Махавібхаша Шастра» (укр. Великий коментар Абхідхарми) датується часом Канішки. Цей об'ємний текст став центральним текстом традиції вайбгашіки в Кашмірі. Хоча Сарвастівада більше не існує як самостійна школа, її традиція Абхідхарми була успадкована традицією Махаяни.
Нові тексти Вайбгашіки були прийняті не всіма сарвастівадінами. Деякі «західні майстри» з Гандхари та Бактрії мали відмінні погляди, які не збігалися з новою ортодоксією. Ці розбіжності з «Саутрантиками» можна побачити в пізніших творах, таких як «Tattvasiddhi-Shāstra» (成實論), «Abhidharmahṛdaya» (T № 1550) та «Abhidharmakośakārikā».